# البرتو مارتین (بازیکن فوتبال)
البرتو مارتین (انگلیسی: Alberto Martín؛ زادهٔ ۳۱ مارس ۱۹۸۹) بازیکن فوتبال اهل اسپانیا است.
از باشگاه‌هایی که در آن بازی کرده‌است می‌توان به باشگاه فوتبال لگانس و باشگاه فوتبال آلمریا اشاره کرد.